# Férfi 4 × 100 méteres vegyes váltó a 2011-es úszó-világbajnokságon
A férfi 4 × 100 méteres vegyes váltó selejtezőit és a döntőt július 31-én rendezték meg a 2011-es úszó-világbajnokságon.

## Rekordok
A verseny előtt az alábbi rekordok voltak érvényben:
|                               | Név                                                                                      | Nemzetiség | Idő     | Helyszín | Dátum              |
| ----------------------------- | ---------------------------------------------------------------------------------------- | ---------- | ------- | -------- | ------------------ |
| Világcsúcs Világbajnoki csúcs | Aaron Peirsol (52.19) Eric Shanteau (58.57) Michael Phelps (49.72) David Walters (46.80) | USA        | 3:27.28 | Róma     | 2009. augusztus 2. |

## Érmesek
| Arany | Ezüst | Bronz                                                                            |
| Amerikai Egyesült Államok · Nick Thoman · Mark Gangloff · Michael Phelps · Nathan Adrian · David Plummer* · Eric Shanteau* · Tyler McGill* · Garrett Weber-Gale* | Ausztrália · Hayden Stoeckel · Brenton Rickard · Geoff Huegill · James Magnussen · Ben Treffers* · Christian Sprenger* · Sam Ashby* · James Roberts* | Németország · Helge Meeuw · Hendrik Feldwehr · Benjamin Starke · Paul Biedermann |

* Csak a selejtezőkben úsztak.

## Eredmények

### Selejtezők
| Helyezés | Selejtező | Pálya | Nemzetiség | Úszók | Idő     | Megj. |
| -------- | --------- | ----- | ---------- | --- | ------- | ----- |
| 1        | 2         | 4     | USA        | David Plummer (53.97) Eric Shanteau (1:00.13) Tyler McGill (51.00) Garrett Weber-Gale (47.32)                | 3:32.42 | Q     |
| 2        | 1         | 6     | GER        | Helge Meeuw (53.22) Hendrik Feldwehr (59.98) Benjamin Starke (51.79) Markus Deibler (48.70)                  | 3:33.69 | Q     |
| 3        | 1         | 5     | NED        | Nick Driebergen (54.64) Lennart Stekelenburg (1:00.42) Joeri Verlinden (51.79) Sebastiaan Verschuren (47.74) | 3:34.59 | Q     |
| 4        | 2         | 5     | JPN        | Ryosuke Irie (53.59) Ryo Tateishi (1:00.52) Macuda Takesi (51.79) Takuro Fujii (48.92)                       | 3:34.82 | Q     |
| 5        | 1         | 4     | AUS        | Ben Treffers (54.09) Christian Sprenger (1:00.21) Sam Ashby (52.06) James Roberts (48.52)                    | 3:34.88 | Q     |
| 6        | 2         | 6     | CAN        | Charles Francis (54.19) Andrew Dickens (1:01.22) Joseph Bartoch (52.31) Brent Hayden (47.64)                 | 3:35.36 | Q     |
| 7        | 3         | 2     | POL        | Radoslaw Kawecki (55.20) Dawid Szulich (1:00.82) Paweł Korzeniowski (52.25) Konrad Czerniak (47.86)          | 3:36.13 | Q, NR |
| 8        | 3         | 3     | GBR        | Liam Tancock (54.41) Michael Jamieson (1:00.47) Antony James (52.95) Adam Brown (48.36)                      | 3:36.19 | Q     |
| 9        | 3         | 4     | FRA        | Jérémy Stravius (53.28) Hugues Duboscq (1:00.14) Florent Manaudou (54.02) Fabien Gilot (48.77)               | 3:36.21 |       |
| 10       | 2         | 3     | RSA        | Charl Crous (55.60) Cameron van der Burgh (1:00.34) Chad le Clos (52.28) Graeme Moore (48.25)                | 3:36.47 |       |
| 11       | 1         | 3     | ITA        | Mirco Di Tora (54.64) Fabio Scozzoli (59.63) Marco Belotti (53.79) Luca Dotto (48.68)                        | 3:36.74 |       |
| 12       | 3         | 5     | RUS        | Sztanyiszlav Donyec (54.25) Roman Szludnov (1:00.61) Jevgenyij Korotiskin (52.47) Szergej Feszikov (49.49)   | 3:36.82 |       |
| 13       | 3         | 7     | CHN        | Sun Xiaolei (54.71) Xie Zhi (1:00.59) Zhou Jiawei (52.52) Lü Cse-vu (Lü Zhiwu) (49.10)                       | 3:36.92 |       |
| 14       | 3         | 6     | BRA        | Guilherme Guido (55.12) Felipe França Silva (1:00.11) Kaio de Almeida (53.49) Bruno Fratus (48.27)           | 3:36.99 |       |
| 15       | 1         | 2     | HUN        | Bernek Péter (55.07) Gyurta Dániel (59.95) Biczó Bence (54.08) Kozma Dominik (49.14)                         | 3:38.24 |       |
| 16       | 3         | 1     | SWE        | Simon Sjödin (55.70) Jakob Dorch (1:01.94) Lars Frölander (51.65) Petter Stymne (49.05)                      | 3:38.34 |       |
| 17       | 1         | 7     | LTU        | Matas Andriekus (56.19) Giedrius Titenis (1:00.32) Vytautas Janušaitis (53.27) Mindaugas Sadauskas (48.79)   | 3:38.57 |       |
| –        | 2         | 2     | KOR        | |         | DNS   |
| –        | 2         | 7     | GRE        | |         | DNS   |

### Döntő
| Helyezés  | Pálya | Nemzetiség | Úszók | Idő     | Megj. |
| --------- | ----- | ---------- | --- | ------- | ----- |
| Aranyérem | 4     | USA        | Nick Thoman (53.61) Mark Gangloff (1:00.24) Michael Phelps (50.57) Nathan Adrian (47.64)                     | 3:32.06 |       |
| Ezüstérem | 2     | AUS        | Hayden Stoeckel (54.22) Brenton Rickard (59.32) Geoff Huegill (51.72) James Magnussen (47.00)                | 3:32.26 |       |
| Bronzérem | 5     | GER        | Helge Meeuw (53.53) Hendrik Feldwehr (59.72) Benjamin Starke (51.83) Paul Biedermann (47.52)                 | 3:32.60 |       |
| 4         | 6     | JPN        | Ryosuke Irie (52.94) Kitadzsima Kószuke (59.59) Takuro Fujii (51.55) Shogo Hihara (48.81)                    | 3:32.89 |       |
| 5         | 3     | NED        | Nick Driebergen (54.32) Lennart Stekelenburg (1:00.62) Joeri Verlinden (51.60) Sebastiaan Verschuren (47.57) | 3:34.11 |       |
| 6         | 8     | GBR        | Liam Tancock (54.30) Michael Jamieson (1:00.98) Antony James (52.81) Adam Brown (48.49)                      | 3:36.58 |       |
| 7         | 7     | CAN        | Charles Francis (54.36) Andrew Dickens (1:01.94) Joseph Bartoch (52.76) Brent Hayden (47.74)                 | 3:36.80 |       |
| 8         | 1     | POL        | Marcin Tarczynski (55.69) Dawid Szulich (1:01.04) Paweł Korzeniowski (52.44) Konrad Czerniak (48.27)         | 3:37.44 |       |